# Starship Down
"Starship Down" és el setè episodi de la quarta temporada de la sèrie de televisió de ciència-ficció estatunidenca Star Trek: Deep Space Nine, el 79è de tota la sèrie. Originalment es van emetre en redifusió a partir del 6 de novembre de 1995. La història va ser escrita per David Mack i John J. Ordover i dirigit per Alexander Singer, i la banda sonora va ser creada per Jay Chattaway.

Ambientada al segle XXIV, la sèrie segueix les aventures a Espai Profund 9, una estació espacial situada prop d'un forat de cuc estable entre els Quadrants Alfa i Gamma de la Via Làctia, prop del planeta Bajor, mentre els bajorans es recuperen d'una brutal ocupació de dècades pels imperialistes cardassians. El Quadrant Gamma acull un imperi hostil conegut com el Domini, governat pels Fundadors que canvien de forma. En aquest episodi, el personal d’Espai Profund 9 organitza negociacions comercials secretes amb un subjecte del Domini a bord de la nau estel·lar Defiant, però la nau pateix greus danys en un atac dels soldats Jem'Hadar del Domini. 

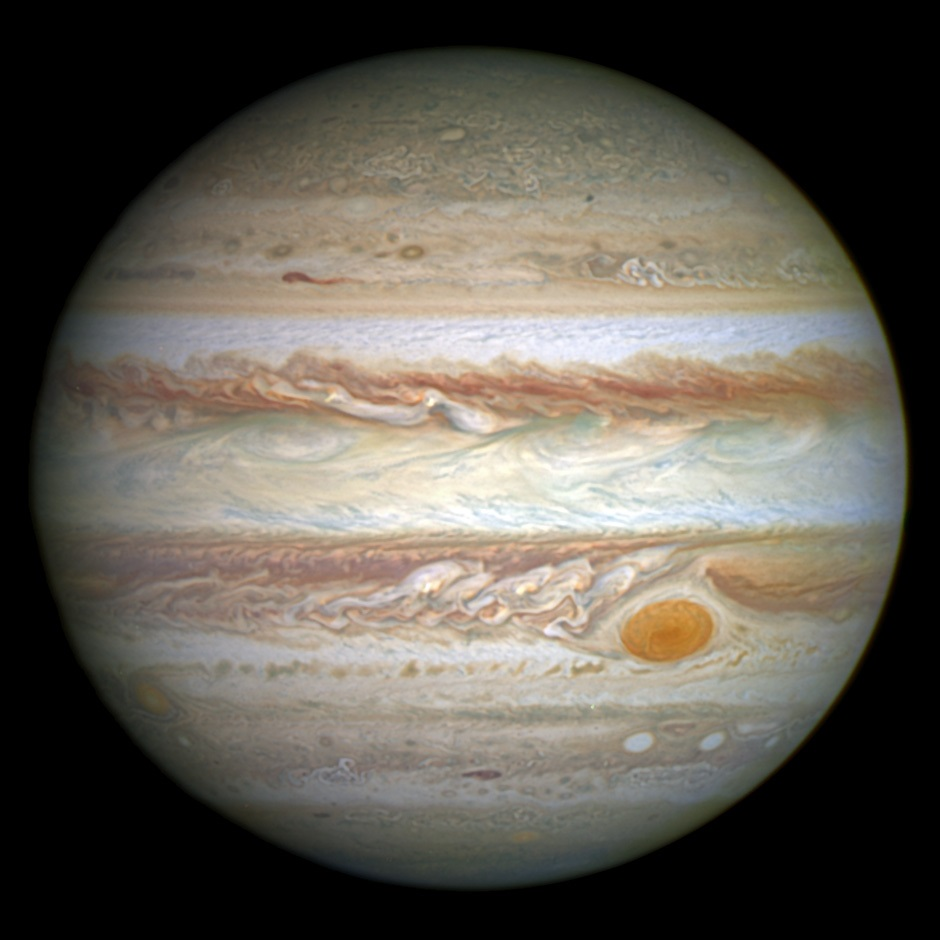
Moltes escenes d'efectes especials tenen lloc dins d'un gegant gasós. Un exemple d'aquest tipus és el planeta real Júpiter (a la imatge)

## Escriptura
Aquest episodi va ser escrit per David Mack i John J. Ordover. L'escriptor David Mack va declarar que la inspiració per a aquest episodi va venir de la pel·lícula de Wolfgang Petersen de 1981 Das Boot. Aquests dos escriptors també van escriure la sèrie de còmics de Star Trek Divided We Fall.

## Argument
La nau estel·lar Defiant transporta el personal sènior de Deep Space Nine (estació espacial Deep Space Nine) al Quadrant Gamma per tancar acords comercials amb el representant de Karemma, Hanok. Com que el Dominion desaprova el comerç amb la Federació, les converses tenen lloc en secret en òrbita al voltant d'un gegant gasós i estan mediades pel ferengi Quark. Hanok està disgustat en saber que Quark s'ha estat omplint les butxaques imposant aranzels ficticis de la Federació.
Les negociacions s'interrompen quan un parell de naus Jem'Hadar disparen contra la nau Karemma. Els Jem'Hadar persegueixen la nau fins a l'atmosfera del gegant gasós, i el "Defiant" s'enlaira en la seva persecució. Els Jem'Hadar obren foc contra el "Defiant", paralitzant-lo a la turbulenta atmosfera de fluor del planeta.
L'oficial científica Jadzia Dax baixa per intentar reparar els motors. Ho aconsegueix, però gairebé surt disparada de la nau quan es trenca el buc. El Dr. Bashir la salva, però queden atrapats en un pou de turboascensor amb un subministrament d'oxigen cada cop més baix i sense comunicació amb la resta de la tripulació, que els presumeix perduts.
Una de les naus Jem'Hadar ataca. La "Defiant" la destrueix, però no abans de poder deixar la "Defiant" indefens ade nou; el Capità Sisko resulta greument ferit amb una commoció cerebral. La Major Kira s'encarrega d'ell, intentant mantenir-lo conscient.
Quark està atrapat al menjador amb Hanok, on un torpede Jem'Hadar viu s'allotja al buc. Combinar la seva astúcia —i arriscant-se— per desactivar el torpede ajuda a Hanok a superar la seva desconfiança en Quark. Dax i Bashir s'acosten per sentir calor; Bashir aprecia la ironia que estar atrapat amb Jadzia als braços fos una vegada una fantasia seva. Al pont, Kira cuida Sisko, explicant-li un conte de fades bajorà per intentar mantenir-lo despert, i lamentant que la seva reverència per ell com l'"Emissari" profetitzat els hagi impedit ser amics més propers. El tinent comandant Worf i el cap O'Brien treballen per tornar a muntar els motors de ls Defiant; O'Brien ajuda Worf a aprendre a gestionar amb tacte l'equip d'enginyeria. La Defiant finalment aconsegueix destruir el segon caça Jem'Hadar i rescatar la tripulació de la Karemma. En tornar a Espai Profund 9 Hanok juga al bar d'en Quark i Sisko convida la Kira a veure un partit de beisbol amb ell a l’holosuite.

## Actors convidats
- James Cromwell - Hanok
- F. J. Rio - Muniz
- Jay W. Baker - Stevens
- Sara Mornell - Carson

## Recepció
Tor.com va ser en general positiu sobre aquest episodi en la seva crítica del 2014, assenyalant nombroses estrelles convidades i elements argumentals que estan connectats amb els posteriors de la sèrie.
El 2015, Geek.com va recomanar aquest episodi com a "de visió essencial" per a la seva guia abreujada de marató de sèries de Star Trek: Deep Space Nine. El guionista David Mack va dir que en general estava satisfet amb aquest episodi però que se sentia limitat pel pressupost de l'episodi. Això el va portar a escriure un tipus d'argument més ambiciós, però similar, per a la novel·la de Star Trek Wildfire.

## Llegat
Un episodi de la tercera temporada de la sèrie animada Star Trek: Lower Decks titulat "Hear All, Trust Nothing" (Escolta-ho tot, no confies en res) segueix directament elements argumentals de "Starship Down", amb negociacions comercials amb els Karemma i aparicions de Quark i Kira Nerys, amb Armin Shimerman i Nana Visitor repetint els seus papers al repartiment de veus.